# Czerwony dywan (album)
Czerwony dywan – dziesiąty album studyjny polskiego rapera Palucha, którego premiera odbyła się 7 grudnia 2018. Wydawnictwo ukazało się nakładem niezależnej wytwórni muzycznej B.O.R. Records. Preorder płyty został wyprzedany w liczbie 10 000 egzemplarzy w ciągu 16 godzin.

## Lista utworów
| Nr | Tytuł utworu                          | Tekst                                                     | Producent            | Długość |
| -- | ------------------------------------- | --------------------------------------------------------- | -------------------- | ------- |
| 1  | „Intro”                               | Łukasz Paluszak                                           |                      | 2:54    |
| 2  | „Czerwony dywan”                      | Łukasz Paluszak                                           | 2K, Michał Graczyk   | 3:45    |
| 3  | „Balans” (gościnnie: Słoń)            | Łukasz Paluszak, Wojciech Zawadzki                        | APmg                 | 4:30    |
| 4  | „Ładni, smutni ludzie”                | Łukasz Paluszak                                           | SoDrumatic           | 3:36    |
| 5  | „Nie myśl o tym” (gościnnie: Kobik)   | Łukasz Paluszak                                           | APmg                 | 4:02    |
| 6  | „Nowa Polska”                         | Łukasz Paluszak                                           | Benjay               | 3:40    |
| 7  | „Mój kościół”                         | Łukasz Paluszak                                           | APmg                 | 3:24    |
| 8  | „Sidła” (gościnnie: PLK)              | Łukasz Paluszak                                           | Young Veteran        | 3:17    |
| 9  | „Opozycja”                            | Łukasz Paluszak                                           | Michał Graczyk, Hubi | 3:42    |
| 10 | „Spłata”                              | Łukasz Paluszak                                           | Julas                | 4:04    |
| 11 | „Pudle”                               | Łukasz Paluszak                                           | Gibbs                | 3:25    |
| 12 | „Amalgamat” (gościnnie: Joda, Szpaku) | Łukasz Paluszak, Mateusz Szpakowski, Przemysław Bychowski | APmg                 | 4:04    |
| 13 | „Peeling”                             | Łukasz Paluszak                                           | SoDrumatic           | 4:23    |
| 14 | „Życie wieczne”                       | Łukasz Paluszak                                           | Sergiusz             | 3:07    |

## Certyfikaty i sprzedaż
| Data             | Certyfikat ZPAV    | Sprzedaż |
| ---------------- | ------------------ | -------- |
| 19 grudnia 2018  | platynowa płyta    | 30 000+  |
| 16 stycznia 2019 | 2× platynowa płyta | 60 000+  |
| 24 lipca 2019    | 3× platynowa płyta | 90 000+  |
| 24 lutego 2021   | 4× platynowa płyta | 120 000+ |
| 9 listopada 2022 | diamentowa płyta   | 150 000+ |